# Wiesław Piaściński
Wiesław Piaściński (ur. 9 maja 1953 w Ostrołęce) – polski samorządowiec, prezydent (1992–1994) oraz wiceprezydent (1990–1992; 1994–2002) Ostrołęki.

## Życiorys
Ukończył Liceum Ogólnokształcące w Ostrowi Mazowieckiej, a następnie studia w Szkole Głównej Planowania i Statystyki. Pracował m.in. w PZU oraz jako wicedyrektor Wydziału Rozwoju Gospodarczego Urzędu Wojewódzkiego w Ostrołęce (1987–1991). Od 1981 działał w Stronnictwie Demokratycznym, z ramienia którego uzyskał w 1990 mandat radnego miasta i został wybrany na funkcję wiceprezydenta. Był wiceprzewodniczącym Rady Naczelnej Stronnictwa Demokratycznego. W 1992 stanął na czele zdominowanego przez SD Zarządu Miejskiego. W wyborach w 1993 bez powodzenia ubiegał się o mandat senatora w województwie ostrołęckim (z ramienia SD). Po odejściu z urzędu prezydenta sprawował funkcję wiceprezydenta (od 1994 do 2002), kierując jednocześnie wchodzącym w skład koalicji rządzącej ugrupowaniem „Nasza Ostrołęka”. W wyborach w 1997 również bez powodzenia ubiegał się o mandat poselski z ramienia Narodowo-Chrześcijańsko-Demokratycznego Bloku dla Polski. Jest współzałożycielem Ostrołęckiego Ośrodka Wspierania Przedsiębiorczości, którego był dyrektorem, stał także na czele rady nadzorczej spółki komunalnej OTBS, a następnie objął obowiązki wiceprezesa Mazowieckiego Przedsiębiorstwa Komunalnego. W wyniku wyborów samorządowych w 2010 został ponownie radnym Ostrołęki.